# Nama
För andra betydelser, se Nama (olika betydelser).

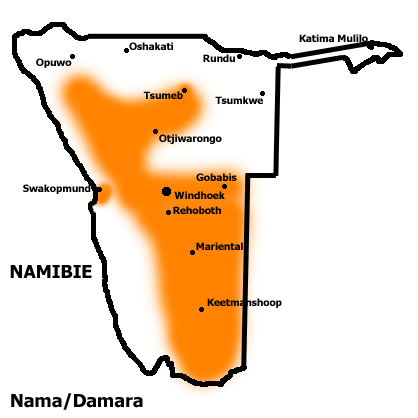
Namaspråkets utbredning i Namibia.

Nàmá, tidigare kallat hottentottiska, är det största av khoisanspråken sett till antal talare och geografisk utbredning. Det tillhör de centrala khoisanspråken eller khoespråken, och talas i Namibia, Botswana och i mindre utsträckning i Sydafrika av folken nama, damara och haiǁom, samt mindre etniska grupper som ǂkhomani. Själva kallar de sig alla khoekhoen, vilket kommer från namaordet khoe "person", med reduplikation och suffixet -n för att ange plural. 
Enligt Ethnologue hade språket 250 000 talare 1998. Nama är ett nationalspråk i Namibia och det ges radiosändningar på språket i Namibia och Sydafrika. I Namibia ges högre utbildning på universitetsnivå inklusive doktorsexamen i nama.

## Dialekter
Huvuddialekterna är nama (i snävare mening), hai//om, korana och xiri. ISO 639-2-beteckningen är khi. I ISO 639-3 betraktas de fyra huvuddialekterna som enskilda språk. Därtill urskiljer man även dialekter som damara. 
- Damara
- Sesfontein Damara
- Namidama
- Centraldamara
- Nama (huvuddialekten)
- Gimsbok Nama
- Haiǁom
- Korana
- Xiri

## Ljudsystem
Med 8 vokaler och 31 konsonanter har nama en relativt liten fonemuppsättning för att vara ett khoisanspråk.

### Vokaler
Det finns fem vokaler, som kan vara orala /i e a o u/ och nasala /ĩ ã ũ/. Dessa kan vara långa eller korta och det finns flera diftonger: [əi ae əu ao ui oa oe] och nasala [ə̃ĩ ə̃ũ ũĩ õã]. ([ə] är fonematiskt /a/.)

### Toner
Nama har tre toner, /á, ā, à/, som kan förekomma på vokaler och nasaler. Mellantonen skrivs inte ut.

### Konsonanter
Nama har 31 konsonanter: 20 klickljud och 11 icke-klickljud. 

#### Icke-klickljud
|           | bilabial | alveolar | velar | glottal |
| klusil    | p ~ β    | t ~ ɾ    | k     | ʔ       |
| affrikata |          | ts       | kʰ    |         |
| frikativa |          | s        | x     | h       |
| nasal     | m        | n        |       |         |

Mellan vokaler uttalas /p/ [β] och /t/ uttalas [ɾ].

#### Klickljud
Klickljuden är dubbelartikulerade konsonanter. Varje klickljud består av en av fyra primära artikulationer och en av fem sekundära artikulationer. Kombinationerna ger 20 olika fonem. 
De aspirerade klickljuden uttalas ofta som affrikator. Det innebär att /kǀˣ/ kan uttalas som något från [kǃʰ] till [kǃx]. 
Det tonlösa nasala tillägget är svårt att höra när det inte är mellan vokaler, så för utländska öron kan det låta som en längre men mindre sträv version av det aspirerade tillägget. 
Flera olika ortografier för nama har använts, med ibland motstridiga skillnader i framställningen av klickljuden. I A Khoekhoegowab dictionary (Haacke 2000) har den standardiserade versionen av namaortografi använts.
| tillägg                              | affrikata-klickljud | affrikata-klickljud | 'skarpa' klickljud  | 'skarpa' klickljud | standardiserad ortografi (med "ǃ") |
| tillägg                              | dentala klickljud   | laterala klickljud  | alveolara klickljud | palatala klickljud | standardiserad ortografi (med "ǃ") |
| Tenuis                               | kǀ                  | kǁ                  | kǃ                  | kǂ                 | <ǃg>                               |
| Aspirerad                            | kǀˣ                 | kǁˣ                 | kǃˣ                 | kǂˣ                | <ǃkh>                              |
| Nasal                                | ŋǀ                  | ŋǁ                  | ŋǃ                  | ŋǂ                 | <ǃn>                               |
| Tonlös nasal med fördröjd aspiration | ŋ̊ǀʰ                 | ŋ̊ǁʰ                 | ŋ̊ǃʰ                 | ŋ̊ǂʰ                | <ǃh>                               |
| Tenuis med glottal klusil            | kǀʔ                 | kǁʔ                 | kǃʔ                 | kǂʔ                | <ǃ>                                |

## Grammatik
Nama har, liksom andra khoespråk, tre genus - maskulinum, femininum och gemensamt, samt tre numerus - singular, dualis och pluralis. Namas grundläggande ordföljd är subjekt–objekt–predikat (SOV). Trots att språket är relativt starkt påverkat av omgivande bantuspråk har det inget substantivklassystem. Däremot finns ett antal klitiska pronomensuffix som anger person, genus och numerus och som sätts på det sista ordet i nominalfrasen. 
Dessutom finns ett suffix -à som kan sättas på substantiv som inte är subjekt. Detta suffix kan beskrivas som en markör för oblikt kasus, men dess funktion kan inte beskrivas som ackusativ eller något annat traditionellt kasus, och det är tveksamt om nama kan sägas ha kasusböjning eller inte.
Verbsystemet urskiljer fem tempus, som uttrycks med partiklar samt frånvaro av partikel för presens, och aspekt. Verbformer som uttrycker passivum, benefaktivum, reflexivitet och reciprocitet kan bildas med suffix.